# 水森由菜
水森 由菜（みずもり ゆうな、1989年8月2日 - ）は、日本の女性プロレスラー、元アイドル、歌手、声優、俳優。熊本県八代市出身。愛称はゆなもん。メディアスタッフビジョン所属。プロレスラーとしては、プロレスリング我闘雲舞に所属していた。スターダム所属。血液型A型。
ライブでは専属バックダンサーとして「つるぴかりん」を従えている。なお、「水森由菜 with つるぴかりん」としてのイメージカラーは緑色である。

## 経歴

### プロレスラーとして

#### デビュー前
- 「おにぎりプロレス」との共演をきっかけに我闘雲舞に入門、練習生となる。
- 2017年9月22日の新宿FACE大会でデビュー戦を予定していたが、9月4日の練習中に左手首を負傷、「橈骨尺骨骨折」と診断され手術を受けることになりデビューは延期となる。試合以外のライブ等には参加[4]。

#### 我闘雲舞時代
- 2018年2月28日、新木場1stRING大会でのさくらえみ戦でデビュー[1][5]。
- 6月18日、市ヶ谷チョコレート広場大会にて、駿河メイと対戦し、デビュー初勝利[6]。
- 7月28日、板橋グリーンホール大会にてスターダムのジャングル叫女と対戦も叫女のダイビングボディプレスに敗北。試合中より両陣営のセコンドが乱闘となる[7]。
- 8月21日、新木場大会にてさくらえみ＆高梨将弘の持つアジアドリームタッグ王座に沙紀とのタッグで挑戦し、さくらから勝利を挙げて王座初戴冠[8]。

- 2020年5月5日、市ヶ谷チョコレート広場でのChocopro配信にて、藤田ミノルとのラストマンスタンディングマッチを行う。
- 2022年3月27日、スターダムに初参戦[9]。5月13日にはスターダムの若手主体の興行である、NEW BLOOD 2にも参戦した[10]。
- 9月21日に、29日の新木場大会を最後に我闘雲舞を退団し、フリーに転向することを発表した[3]。

#### スターダム時代
- 2023年1月3日からのスターダムのリーグ戦、「TRIANGLE DERBY I」に高橋奈七永、優宇とのトリオ『7upp』で参戦し[11]、決勝トーナメントに進出した[12]。
- 5月5日、地元凱旋となるスターダム熊本大会に参戦し、COSMIC ANGELSの中野たむ、なつぽいと組み、レディ・C、林下詩美、上谷沙弥組に勝利を納め、地元で勝利を飾る。なお、試合後にはコズエン入りを仄めかしていた[13]。
- 5月12日、『NEW BLOOD 8』では中野たむ（石川奈青）のセコンドになつぽいとして付いた[14]。
- 6月4日、タッグパートナーである高橋奈七永との「パッション注入マッチ」に敗れた直後、7uppを離脱しコズエン入りを宣言した[15][16]。だが6月7日にリーダーの中野たむに加入条件として10kg減量する事を言い渡された[17]。
- 8月18日、「NEW BLOOD 10」でなつぽい相手に「COSMIC ANGELS昇格査定マッチ」に臨むも敗れるが、体重が60kg切ってないなどが理由で不合格となった[18]。
- 9月29日、「NEW BLOOD 11」で中野たむと再度「コズエン昇格査定マッチ」行い敗れるが、中野たむはCA入りを認め、正規メンバーに昇格した[19]。

## 人物・エピソード

### 人物
- 血液型はA型。
- 我闘雲舞時代、身長156cm体重75kgで[1]、B100・W90・H100（cm）であったが、COSMIC ANGELS加入の為にダイエットした結果、体重を60kgまで落とした[20]。
- 自身のぽっちゃり体型を活かして「自虐系アイドル」として関東を中心にライブ活動中。

### エピソード
- トロピカル★ヤッホーという挨拶がある。
- 腕が太すぎて前足といじられたり、腹が出てて妊婦と言われたりなど、ファンや共演者、司会者など常にいじられている「いじられてキャラ」。
- 雨女で野外ライブや大事なイベントはいつも雨。

## タイトル歴
プロレスリング我闘雲舞
- 第5代、第7代アジアドリームタッグ王座（パートナーは沙紀）

DDTプロレスリング
- 第1526代アイアンマンヘビーメタル級王座

## 得意技
熊本の不沈艦
ラリアット
TPサンシャイン
相手を肩車した状態から、脚を腕でホールドしながら開脚しつつ相手を顔からマットに叩きつける一種のフェイスバスター
トロピカル☆クラブ
トロピカル☆スマッシャー
ファイヤーマンズキャリーからの変形カッター
トロピカル☆ヤッホープレス
ボディプレス
スーパーガール
コルト・カバナのスーパー・マンと同型
武者返し
コーナーパットや壁を蹴っての三角跳び式ボディプレス。 柴田勝頼やYAMATO、成宮真希も同名の技を使っているが、全て別の技である
タックル
肥後モッコス
パパイヤ☆マンゴー☆ココナッツ
変形デスバレーボム

## 入場曲
- リングに立つ[1]
- トロピカル☆ヤッホー
  - スターダム ビッグマッチのランブル戦などで使用される。

## ディスコグラフィ

### シングル
- 『三姉妹』（2013年11月27日[21]）
- 『食べ放題』（2014年6月25日[22]）
- 『JUMP/バレンタインなど大嫌い』（同年12月24日[23]）
- 『サイズが無い/倍返し』（2015年10月7日[24]）
- 『無理だ！/ゴールを目指して』（2016年8月5日[25]）

## 出演

### テレビ番組
2013
- ドラマ『メディウム』東京MXテレビ[21]
- 歌番組『新土曜バンバン』チバテレビ・レギュラー出演[21]
- テレ玉 ウタ娘ライブ[21]

2014
- 『水森由菜のアイドルへの道～修行編』JCN熊本[21]
- 『水森由菜のアイドルへの道～ライブ編』ひこいちTV[21]
- 『アイドル紅白歌合戦』レギュラー出演 東京MXテレビ[21]

2015
- 『ミュージックドラゴン』日本テレビ[21]
- 『開運音楽堂』TBSテレビ[21]
- 『ガルキン』RKK熊本（TBS系列）[21]
- 『うたナビ！』東京MXテレビ、他[21]
- 『バズリズム』日本テレビ[21]
- 『SOUND STEADY』RKK熊本（TBS系列）[21]
- 『アイドルバトラー』東京MXテレビ

2016
- 『ミュージックエクスプレス』（テレ玉・スカパー）[21]
- 『watch music TV』CBC放送（TBS系列）[21]
- 『ミュージックファイル』朝日放送（テレ朝系列）[21]

### アニメ
2012
- 『戦国☆パラダイス -極-』テレビ東京[21]

### 映画
2013
- ミャ～ッツEYE[21]

2014
- 極妻代紋[21]
- 十三夜の月[21]
- ピストル楊4[21]
- 実録マフィアンヤクザ10[21]
- MR『医薬情報担当者』5[21]

2015
- 半沢直美（主演）[21]

### ラジオ
- エフエムやつしろ『水森由菜のトロピカル★ミュージック』[26]

- エフエム茶笛『水森由菜の本日のオススメ』